# Acidaliodes irrorata
Acidaliodes irrorata är en fjärilsart som beskrevs av George Francis Hampson 1918. Acidaliodes irrorata ingår i släktet Acidaliodes och familjen nattflyn. Inga underarter finns listade i Catalogue of Life.